# Bülent Sharif

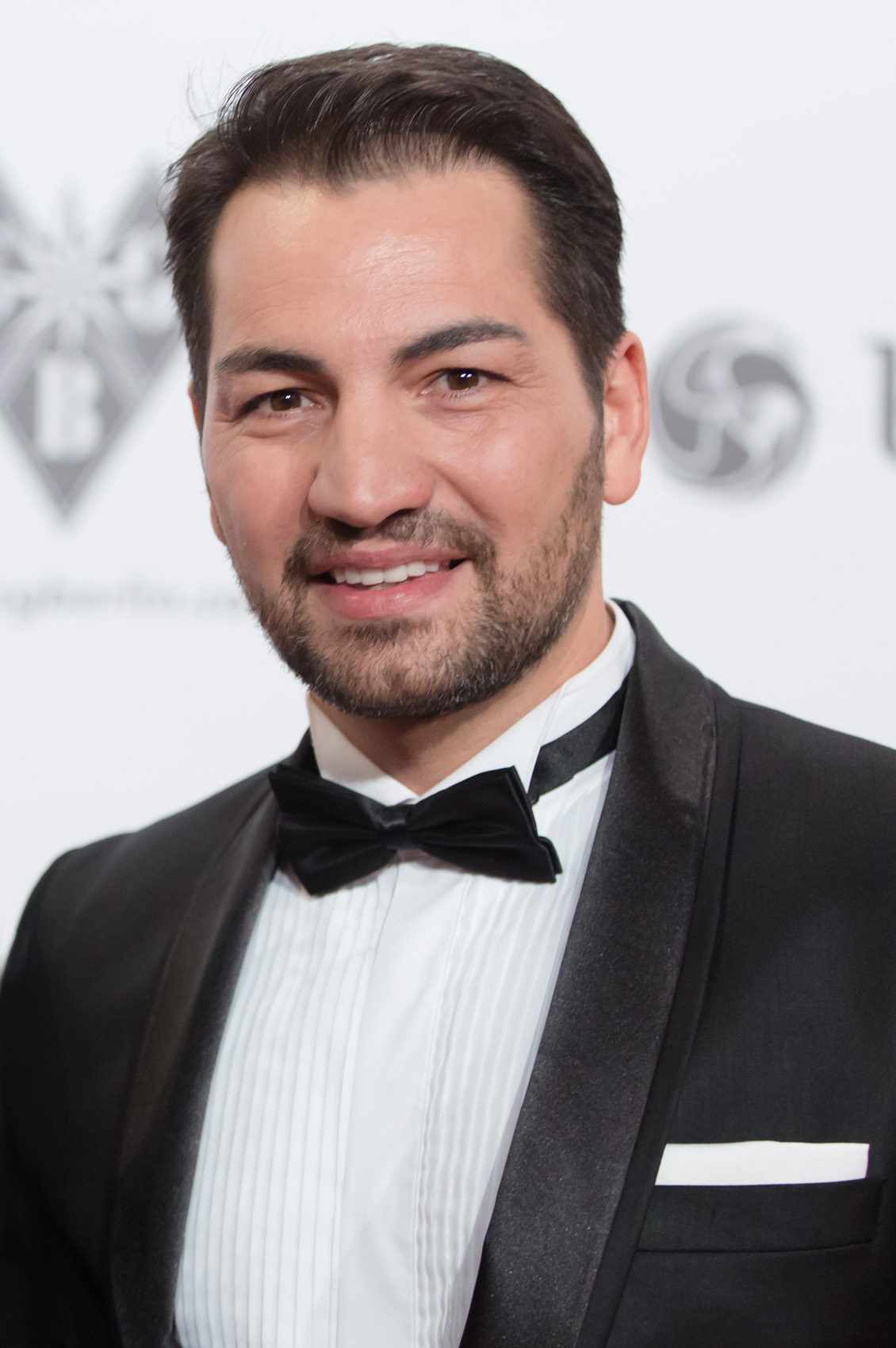
Bülent Sharif (2016)

Bülent Sharif (* 1973 in Berlin) ist ein deutscher Schauspieler und Model. Einem breiteren Publikum wurde er durch seine Rolle des Demir Aslan in der Fernsehserie GSG 9 – Ihr Einsatz ist ihr Leben bekannt.

## Leben
Bülent Sharif verbrachte seine Kindheit mit seinen drei Geschwistern in Berlin-Kreuzberg. Neben der Schule begann er als Model zu arbeiten. Nach seinem Realschulabschluss folgte ein längerer Aufenthalt in New York. Obwohl er keine Schauspielausbildung besaß, wurde er für seine erste Kino-Hauptrolle in Aprilkinder (1998, mit Inga Busch) besetzt.
Der Schauspieler engagiert sich sehr für das Thema Antirassismus.
Heute lebt Bülent Sharif wieder in Berlin.

## Filmografie (Auswahl)

### Kino
- 1998: Aprilkinder
- 1999: Eine handvoll Gras
- 2002: Status Yo!
- 2007: Maximum
- 2008: Großgösen
- 2008: Der Gelbe Satin
- 2010: Die Hyänen
- 2010: Der Polizist (Kurzfilm)
- 2010: Traum aus Schokolade
- 2012: The Time on Earth
- 2024: Welcome Home Baby

### Fernsehen
- 1999: Tatort: Martinsfeuer
- 2001: Der Club der starken Frauen – Die Rote Meile (Folge 2x08)
- 2001: Ein Fall für Zwei (Folge 22x03)
- 2002: Tatort: Oskar
- 2002: Balko (Folge 6x09)
- 2003–2006: Abschnitt 40 (Folge 2x08, 5x05)
- 2003: Blond: Eva Blond! (Folge 2x02)
- 2004: Inspektor Rolle (Folge 2x01)
- 2004: Einsatz in Hamburg – Bei Liebe Mord
- 2005: KomA
- 2006: P.O.V.
- 2006: Blackout – Die Erinnerung ist tödlich
- 2007–2008: GSG 9 – Ihr Einsatz ist ihr Leben (25 Folgen)
- 2009: Ein starkes Team: La Paloma
- 2009: Schatten der Gerechtigkeit
- 2010: Ken Folletts Eisfieber
- 2010: KDD – Kriminaldauerdienst (Folge 3x01–3x02)
- 2010: SOKO Köln (Folge 6x29)
- 2010: Alarm für Cobra 11 (Folge 28x04)
- 2010: Im Angesicht des Verbrechens (vier Folgen)
- 2011: Wilsberg: Frischfleisch
- 2011: Polizeiruf 110: Ein todsicherer Plan
- 2011: Marco W. – 247 Tage im türkischen Gefängnis
- 2012: Der letzte Bulle (Folge 3x09)
- 2012: Heiter bis tödlich: Fuchs und Gans (Folge 1x12)
- 2014: SOKO Stuttgart (Folge 5x12)
- 2014: Josephine Klick – Allein unter Cops (Folge 1x02)
- 2015: Lena Lorenz: Willkommen im Leben (ORF/ZDF)
- 2015: Lena Lorenz: Zurück ins Leben (ORF/ZDF)
- 2016: Lena Lorenz: Entscheidung fürs Leben (ORF/ZDF)
- 2016: In aller Freundschaft: In einem anderen Licht
- 2016: Die Chefin: Verräter
- 2017–2018: Die Kanzlei (ARD), 6 Folgen
- 2017: Löwenzahn – Krankenhaus (ARD)
- 2017: SOKO Leipzig – Borderline (ZDF)
- 2017: Der Wunschzettel (ARD)
- 2018: Kriminalreport (SWR)
- 2018: Aktenzeichen XY … ungelöst (ZDF)
- 2019: Kriminalreport (SWR)
- 2019: SOKO Wismar (ZDF)
- 2020: Die Drei von der Müllabfuhr – Mission Zukunft
- 2021: Saim & Can Tieger im Käfig Video Königssöhne
- 2022: Saim & Can  Musikvideo
- 2024: Die Rosenheim-Cops – Spieglein Spieglein (ZDF)